# Konrad Grob (Maler)
Konrad Grob (* 3. September 1828 in Niederwil; † 9. Januar 1904 in München) war ein Schweizer Lithograf und Maler.

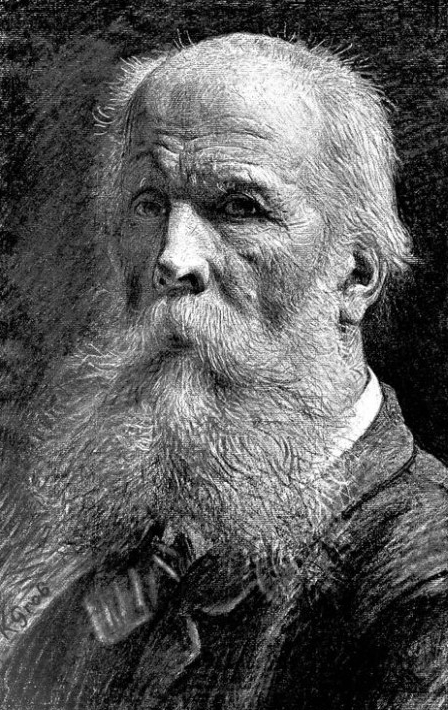
Selbstporträt

## Leben
Im Alter von 14 Jahren ging Konrad Grob, Sohn eines Bauern, 1842 beim Lithografen Schönfeld in Winterthur in die Lehre. Nach der Ausbildung arbeitete Grob als Lithograph, zuerst in St. Gallen, dann in Verona und darauf in Neapel, wo er mehr als zehn Jahre blieb. 1865 studierte er an der Akademie der Bildenden Künste in München, wo er 1870 in die Klasse von Arthur von Ramberg aufgenommen wurde und sein eigenes Atelier eröffnete.  Grob hatte bisher mehrheitlich historische Themen gemalt, nun wurde er von Ramberg vor allem in der Genremalerei gefördert.
Grob produzierte in rascher Folge zahlreiche Bilder, die sofort Abnehmer fanden und seinen Namen in der Schweiz bekannt machten. Versuche, wieder in der Historienmalerei Fuss zu fassen, misslangen; sein Bild der Schlacht von Sempach fiel 1878 bei der Pariser Weltausstellung durch. Da auch seine Bewerbung für die Bemalung der Tellskapelle erfolglos blieb, wandte er sich wieder der Genremalerei zu.
Konrad Grob starb im Alter von 76 Jahren an den Folgen einer Lungenentzündung.

## Werke (Auswahl)

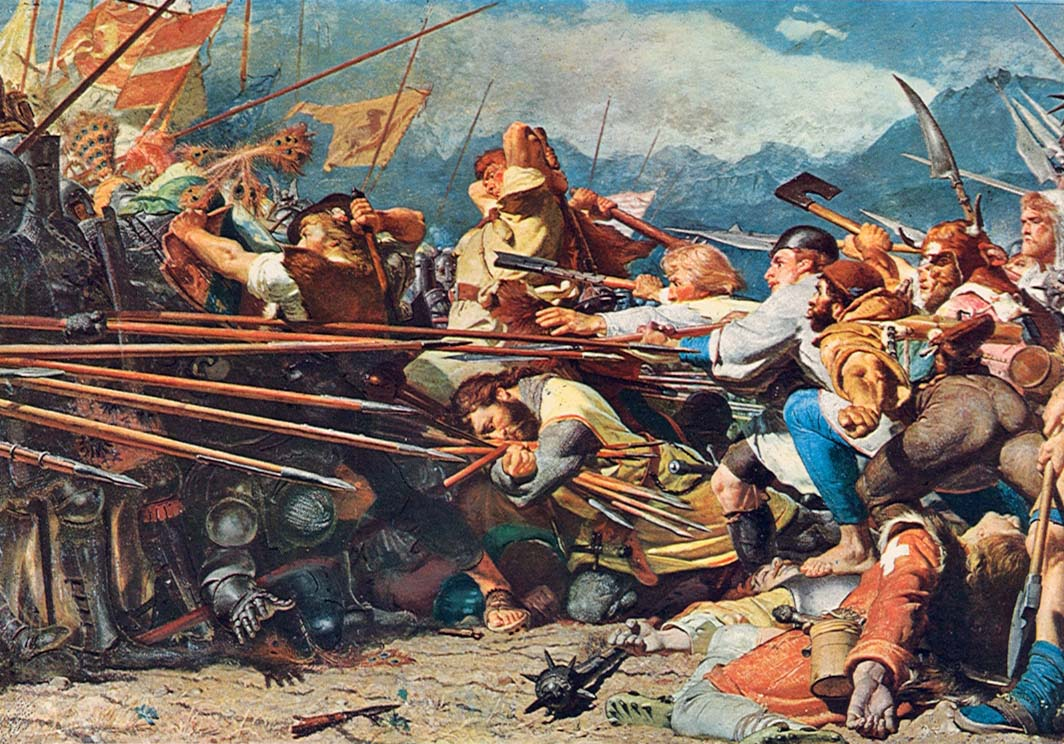
Schlacht bei Sempach
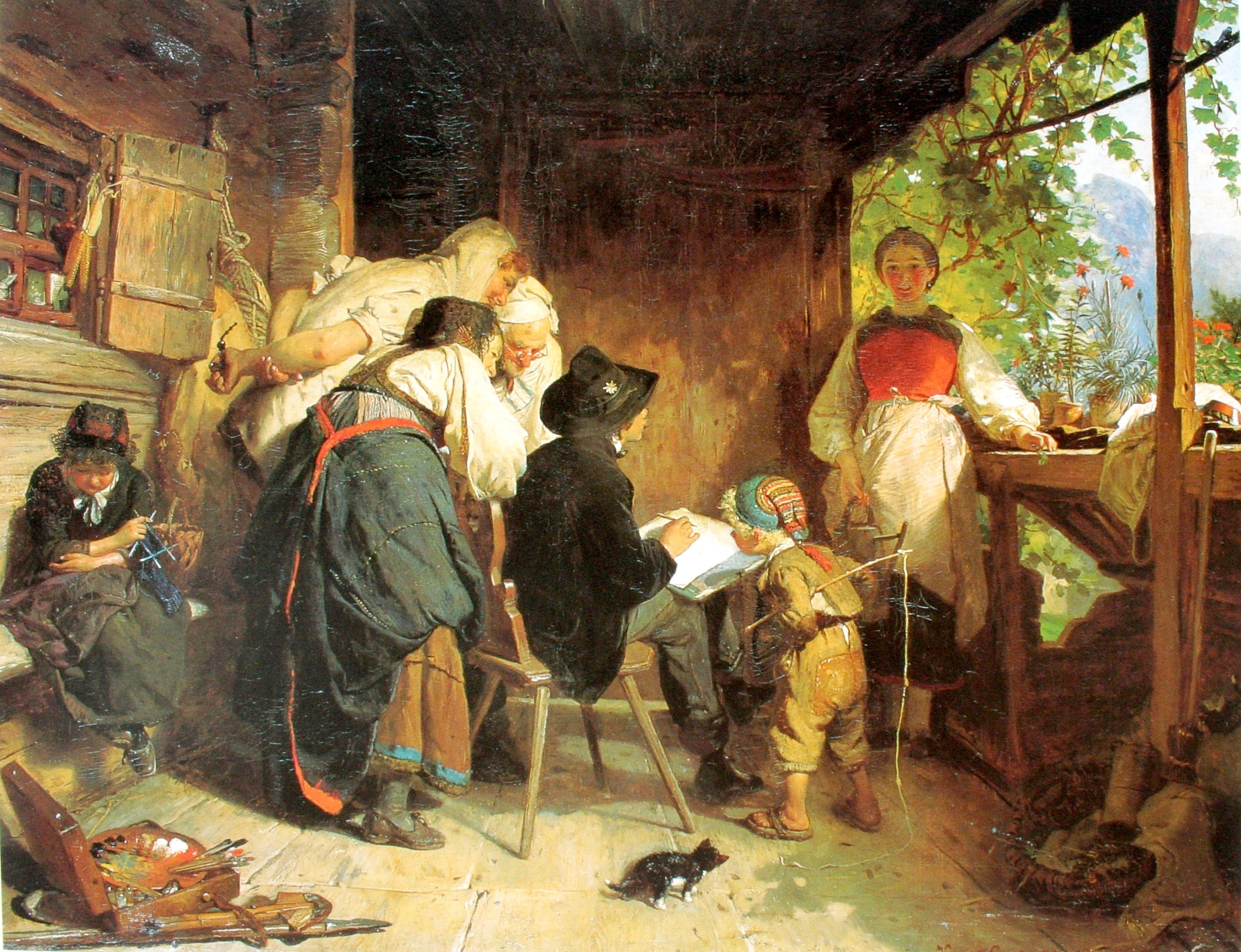
Der Maler auf der Studienreise
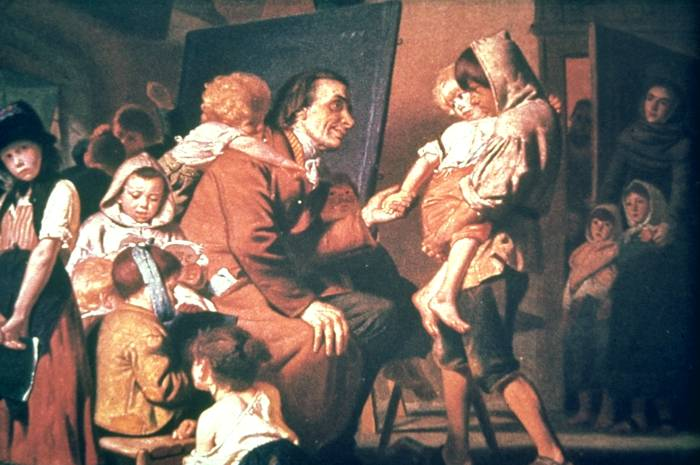
Pestalozzi und die Waisen von Stans